# Khak Sefid
Khak Sefid est un quartier au nord-est de Téhéran en Iran.